# Новолюблинка
Новолюблинка — деревня в Нововаршавском районе Омской области России. Входит в состав Бобринского сельского поселения.

## История
Основана в 1907 году. В 1928 году посёлок Ново-Любинский состоял из 59 хозяйств, основное население — украинцы. В составе Бобринского сельсовета Уральского района Омского округа Сибирского края.

## Население
| 1926 | 2010 |
| ---- | ---- |
| 276  | ↘20  |